# Athlétisme aux Jeux olympiques d'été de 1984, résultats détaillés
Pour les podiums, voir Athlétisme aux Jeux olympiques d'été de 1984

## Sprint

### 100 mètres hommes
| Rang | Athlète         | Pays        | Performance |
| ---- | --------------- | ----------- | ----------- |
| 1    | Carl Lewis      | États-Unis  | 9 s 99      |
| 2    | Sam Graddy      | États-Unis  | 10 s 19     |
| 3    | Ben Johnson     | Canada      | 10 s 22     |
| 4    | Ron Brown       | États-Unis  | 10 s 26     |
| 5    | Mike McFarlane  | Royaume-Uni | 10 s 27     |
| 6    | Raymond Stewart | Jamaïque    | 10 s 29     |
| 7    | Donovan Reid    | Royaume-Uni | 10 s 33     |
| 8    | Tony Sharpe     | Canada      | 10 s 35     |

### 100 mètres femmes
| Rang | Athlète            | Pays        | Performance  |
| ---- | ------------------ | ----------- | ------------ |
| 1    | Evelyn Ashford     | États-Unis  | 10 s 97 (RO) |
| 2    | Alice Brown        | États-Unis  | 11 s 13      |
| 3    | Merlene Ottey-Page | Jamaïque    | 11 s 16      |
| 4    | Jeanette Bolden    | États-Unis  | 11 s 25      |
| 5    | Grace Jackson      | Jamaïque    | 11 s 39      |
| 6    | Angela Bailey      | Canada      | 11 s 40      |
| 7    | Heather Oakes      | Royaume-Uni | 11 s 43      |
| 8    | Angella Taylor     | Canada      | 11 s 62      |

### 200 mètres hommes
| Rang | Athlète                 | Pays                 | Performance  |
| ---- | ----------------------- | -------------------- | ------------ |
| 1    | Carl Lewis              | États-Unis           | 19 s 80 (RO) |
| 2    | Kirk Baptiste           | États-Unis           | 19 s 96      |
| 3    | Thomas Jefferson        | États-Unis           | 20 s 26      |
| 4    | João da Silva           | Brésil               | 20 s 30      |
| 5    | Ralf Lübke              | Allemagne de l'Ouest | 20 s 51      |
| 6    | Jean-Jacques Boussemart | France               | 20 s 55      |
| 7    | Pietro Mennea           | Italie               | 20 s 55      |
| 8    | Ade Mafe                | Royaume-Uni          | 20 s 85      |

### 200 mètres femmes
| Rang | Athlète              | Pays        | Performance  |
| ---- | -------------------- | ----------- | ------------ |
| 1    | Valerie Brisco-Hooks | États-Unis  | 21 s 81 (RO) |
| 2    | Florence Griffith    | États-Unis  | 22 s 04      |
| 3    | Merlene Ottey-Page   | Jamaïque    | 22 s 09      |
| 4    | Kathy Cook           | Royaume-Uni | 22 s 10      |
| 5    | Grace Jackson        | Jamaïque    | 22 s 20      |
| 6    | Randy Givens         | États-Unis  | 22 s 36      |
| 7    | Rose Aimee Bacoul    | France      | 22 s 78      |
| 8    | Liliane Gaschet      | France      | 22 s 86      |

### 400 mètres hommes
| Rang | Athlète           | Pays          | Performance |
| ---- | ----------------- | ------------- | ----------- |
| 1    | Alonzo Babers     | États-Unis    | 44 s 27     |
| 2    | Gabriel Tiacoh    | Côte d'Ivoire | 44 s 54     |
| 3    | Antonio McKay     | États-Unis    | 44 s 71     |
| 4    | Darren Clark      | Australie     | 44 s 75     |
| 5    | Sunder Nix        | États-Unis    | 44 s 75     |
| 6    | Sunday Uti        | Nigeria       | 44 s 93     |
| 7    | Innocent Egbunike | Nigeria       | 45 s 35     |
| 8    | Bert Cameron      | Jamaïque      | DNS         |

### 400 mètres femmes
| Rang | Athlète               | Pays                 | Performance  |
| ---- | --------------------- | -------------------- | ------------ |
| 1    | Valerie Brisco-Hooks  | États-Unis           | 48 s 83      |
| 2    | Chandra Cheeseborough | États-Unis           | 49 s 05      |
| 3    | Kathy Cook            | Royaume-Uni          | 49 s 42      |
| 4    | Marita Payne          | Canada               | 49 s 91 (NR) |
| 5    | Lillie Leatherwood    | États-Unis           | 50 s 25      |
| 6    | Ute Thimm             | Allemagne de l'Ouest | 50 s 37      |
| 7    | Charmaine Crooks      | Canada               | 50 s 45      |
| 8    | Ruth Waithera         | Kenya                | 51 s 56      |

## Course de demi-fond

### 800 mètres hommes
| Rang | Athlète          | Pays        | Performance        |
| ---- | ---------------- | ----------- | ------------------ |
| 1    | Joaquim Cruz     | Brésil      | 1 min 43 s 00 (RO) |
| 2    | Sebastian Coe    | Royaume-Uni | 1 min 43 s 64      |
| 3    | Earl Jones       | États-Unis  | 1 min 43 s 84      |
| 4    | Billy Konchellah | Kenya       | 1 min 44 s 03      |
| 5    | Donato Sabia     | Italie      | 1 min 44 s 53      |
| 6    | Edwin Koech      | Kenya       | 1 min 44 s 86      |
| 7    | Johnny Gray      | États-Unis  | 1 min 47 s 89      |
| 8    | Steve Ovett      | Royaume-Uni | 1 min 52 s 28      |

### 800 mètres femmes
| Rang | Athlète         | Pays                 | Performance   |
| ---- | --------------- | -------------------- | ------------- |
| 1    | Doina Melinte   | Roumanie             | 1 min 57 s 60 |
| 2    | Kim Gallagher   | États-Unis           | 1 min 58 s 63 |
| 3    | Fita Lovin      | Roumanie             | 1 min 58 s 83 |
| 4    | Gabriella Dorio | Italie               | 1 min 59 s 05 |
| 5    | Lorraine Baker  | Royaume-Uni          | 2 min 00 s 03 |
| 6    | Ruth Wysocki    | États-Unis           | 2 min 00 s 34 |
| 7    | Margrit Klinger | Allemagne de l'Ouest | 2 min 00 s 65 |
| 8    | Caroline O'Shea | Irlande              | 2 min 00 s 77 |

### 1 500 mètres hommes
| Rang | Athlète        | Pays        | Performance        |
| ---- | -------------- | ----------- | ------------------ |
| 1    | Sebastian Coe  | Royaume-Uni | 3 min 32 s 53 (RO) |
| 2    | Steve Cram     | Royaume-Uni | 3 min 33 s 40      |
| 3    | José Abascal   | Espagne     | 3 min 34 s 30      |
| 4    | Joseph Chesire | Kenya       | 3 min 34 s 52      |
| 5    | Jim Spivey     | États-Unis  | 3 min 36 s 07      |
| 6    | Peter Wirz     | Suisse      | 3 min 36 s 97      |
| 7    | Andres Vera    | Espagne     | 3 min 37 s 02      |
| 8    | Omer Khalifa   | Soudan      | 3 min 37 s 11      |

### 1 500 mètres femmes
| Rang | Athlète           | Pays                 | Performance   |
| ---- | ----------------- | -------------------- | ------------- |
| 1    | Gabriella Dorio   | Italie               | 4 min 03 s 25 |
| 2    | Doina Melinte     | Roumanie             | 4 min 03 s 76 |
| 3    | Maricica Puica    | Roumanie             | 4 min 04 s 15 |
| 4    | Roswitha Gerdes   | Allemagne de l'Ouest | 4 min 04 s 41 |
| 5    | Christine Benning | Royaume-Uni          | 4 min 04 s 70 |
| 6    | Christina Boxer   | Royaume-Uni          | 4 min 05 s 53 |
| 7    | Brit McRoberts    | Canada               | 4 min 05 s 98 |
| 8    | Ruth Wysocki      | États-Unis           | 4 min 08 s 92 |

## Course de fond

### 3 000 mètres femmes
| Rang | Athlète        | Pays        | Performance        |
| ---- | -------------- | ----------- | ------------------ |
| 1    | Maricica Puica | Roumanie    | 8 min 35 s 96 (RO) |
| 2    | Wendy Sly      | Royaume-Uni | 8 min 39 s 47      |
| 3    | Lynn Williams  | Canada      | 8 min 42 s 14      |
| 4    | Cindy Bremser  | États-Unis  | 8 min 42 s 78      |
| 5    | Cornelia Bürki | Suisse      | 8 min 45 s 20      |
| 6    | Aurora Cunha   | Portugal    | 8 min 46 s 37      |
| 7    | Zola Budd      | Royaume-Uni | 8 min 48 s 80      |
| 8    | Joan Hansen    | États-Unis  | 8 min 51 s 53      |

### 5 000 mètres hommes
| Rang | Athlète            | Pays             | Performance         |
| ---- | ------------------ | ---------------- | ------------------- |
| 1    | Said Aouita        | Maroc            | 13 min 05 s 59 (RO) |
| 2    | Markus Ryffel      | Suisse           | 13 min 07 s 54      |
| 3    | António Leitão     | Portugal         | 13 min 09 s 20      |
| 4    | Tim Hutchings      | Royaume-Uni      | 13 min 11 s 50      |
| 5    | Paul Kipkoech      | Kenya            | 13 min 14 s 40      |
| 6    | Charles Cheruiyot  | Kenya            | 13 min 18 s 41      |
| 7    | Doug Padilla       | États-Unis       | 13 min 23 s 56      |
| 8    | John George Walker | Nouvelle-Zélande | 13 min 24 s 46      |

### 10 000 mètres hommes
| Rang | Athlète          | Pays                 | Performance    |
| ---- | ---------------- | -------------------- | -------------- |
| 1    | Alberto Cova     | Italie               | 27 min 47 s 54 |
| 2    | Mike McLeod      | Royaume-Uni          | 28 min 06 s 22 |
| 3    | Mike Musyoki     | Kenya                | 28 min 06 s 46 |
| 4    | Salvatore Antibo | Italie               | 28 min 06 s 50 |
| 5    | Christoph Herle  | Allemagne de l'Ouest | 28 min 08 s 21 |
| 6    | Sosthenes Bitok  | Kenya                | 28 min 09 s 01 |
| 7    | Yutaka Kanai     | Japon                | 28 min 27 s 06 |
| 8    | Steve Jones      | Royaume-Uni          | 28 min 28 s 08 |
|      | Martti Vainio    | Finlande             | disq.          |

## Courses de haies

### 100 mètres haies femmes
| Rang | Athlète                 | Pays                 | Performance |
| ---- | ----------------------- | -------------------- | ----------- |
| 1    | Benita Fitzgerald-Brown | États-Unis           | 12 s 84     |
| 2    | Shirley Strong          | Royaume-Uni          | 12 s 88     |
| 3    | Kim Turner              | États-Unis           | 13 s 06     |
| 3    | Michèle Chardonnet      | France               | 13 s 06     |
| 5    | Glynis Nunn             | Australie            | 13 s 20     |
| 6    | Marie-Noëlle Savigny    | France               | 13 s 28     |
| 7    | Ulrike Denk             | Allemagne de l'Ouest | 13 s 32     |
| 8    | Pamela Page             | États-Unis           | 13 s 40     |

### 110 mètres haies hommes
| Rang | Athlète           | Pays       | Performance  |
| ---- | ----------------- | ---------- | ------------ |
| 1    | Roger Kingdom     | États-Unis | 13 s 20 (RO) |
| 2    | Greg Foster       | États-Unis | 13 s 23      |
| 3    | Arto Bryggare     | Finlande   | 13 s 40      |
| 4    | Mark McKoy        | Canada     | 13 s 45      |
| 5    | Tonie Campbell    | États-Unis | 13 s 55      |
| 6    | Stéphane Caristan | France     | 13 s 71      |
| 7    | Carlos Sala       | Espagne    | 13 s 80      |
| 8    | Jeff Glass        | Canada     | 14 s 15      |

### 400 mètres haies hommes
| Rang | Athlète                | Pays                 | Performance |
| ---- | ---------------------- | -------------------- | ----------- |
| 1    | Edwin Moses            | États-Unis           | 47 s 75     |
| 2    | Danny Harris           | États-Unis           | 48 s 13     |
| 3    | Harald Schmid          | Allemagne de l'Ouest | 48 s 19     |
| 4    | Sven Nylander          | Suède                | 48 s 97     |
| 5    | Amadou Dia Ba          | Sénégal              | 49 s 28     |
| 6    | Tranel Hawkins         | États-Unis           | 49 s 42     |
| 7    | Michel Zimmermann (en) | Belgique             | 50 s 69     |
| 8    | Henry Amike            | Nigeria              | 53 s 78     |

### 400 mètres haies femmes
| Rang | Athlète             | Pays       | Performance  |
| ---- | ------------------- | ---------- | ------------ |
| 1    | Nawal El Moutawakel | Maroc      | 54 s 61 (RO) |
| 2    | Judi Brown          | États-Unis | 55 s 20      |
| 3    | Cristina Cojocaru   | Roumanie   | 55 s 41      |
| 4    | Pilavullakandi Usha | Inde       | 55 s 42      |
| 5    | Ann Louise Skoglund | Suède      | 55 s 43      |
| 6    | Debbie Flintoff     | Australie  | 56 s 21      |
| 7    | Tuija Helander      | Finlande   | 56 s 55      |
| 8    | Sandra Farmer       | Jamaïque   | 57 s 15      |

### 3 000 mètres steeple hommes
| Rang | Athlète         | Pays        | Performance   |
| ---- | --------------- | ----------- | ------------- |
| 1    | Julius Korir    | Kenya       | 8 min 11 s 80 |
| 2    | Joseph Mahmoud  | France      | 8 min 13 s 31 |
| 3    | Brian Diemer    | États-Unis  | 8 min 14 s 06 |
| 4    | Henry Marsh     | États-Unis  | 8 min 14 s 25 |
| 5    | Colin Reitz     | Royaume-Uni | 8 min 15 s 48 |
| 6    | Domingo Ramon   | Espagne     | 8 min 17 s 27 |
| 7    | Julius Kariuki  | Kenya       | 8 min 17 s 47 |
| 8    | Pascal Debacker | France      | 8 min 21 s 51 |

## Relais

### 4 × 100 mètres hommes
| Rang | Athlètes                                                                | Pays                 | Performance  |
| ---- | ----------------------------------------------------------------------- | -------------------- | ------------ |
| 1    | Sam Graddy Ron Brown Calvin Smith Carl Lewis                            | États-Unis           | 37 s 83 (RM) |
| 2    | Albert Lawrence Greg Meghoo Don Quarrie Raymond Stewart                 | Jamaïque             | 38 s 62      |
| 3    | Ben Johnson Tony Sharpe Desai Williams Sterling Hinds                   | Canada               | 38 s 70      |
| 4    | Antonio Ullo Giovanni Bongiorni Stefano Tilli Pietro Mennea             | Italie               | 38 s 87      |
| 5    | Jürgen Koffler Peter Klein Jürgen Evers Ralf Lübke                      | Allemagne de l'Ouest | 38 s 99      |
| 6    | Antoine Richard Jean-Jacques Boussemart Marc Gasparoni Bruno Marie-Rose | France               | 39 s 10      |
| 7    | Daley Thompson Donovan Reid Michael McFarlane Allan Wells               | Royaume-Uni          | 39 s 13      |
| 8    | Arnaldo da Silva Nelson dos Santos Rocha Katsuhiko Nakaya Paulo Correia | Brésil               | 39 s 40      |

### 4 × 100 mètres femmes
| Rang | Athlètes                                                             | Pays                 | Performance |
| ---- | -------------------------------------------------------------------- | -------------------- | ----------- |
| 1    | Alice Brown Jeanette Bolden Chandra Cheeseborough Evelyn Ashford     | États-Unis           | 41 s 65     |
| 2    | Angela Bailey Marita Payne Angella Taylor France Gareau              | Canada               | 42 s 77     |
| 3    | Simone Jacobs Kathy Cook Beverley Callender Heather Oakes            | Royaume-Uni          | 43 s 11     |
| 4    | Rose-Aimée Bacoul Liliane Gaschet Marie-France Loval Raymonde Naigre | France               | 43 s 15     |
| 5    | Edith Oker Michaela Schabinger Heidi-Elke Gaugel Ute Thimm           | Allemagne de l'Ouest | 43 s 57     |
| 6    | Eldece Clarke Pauline Davis Debbie Greene Oralee Fowler              | Bahamas              | 44 s 18     |
| 7    | Janice Bernard Gillian Forde Ester Hope-Washington Angela Williams   | Trinité-et-Tobago    | 44 s 23     |
| 8    | Juliet Cuthbert Grace Jackson Veronica Findlay Merlene Ottey-Page    | Jamaïque             | 53 s 54     |

### 4 × 400 mètres hommes
| Rang | Athlètes                                                  | Pays        | Performance   |
| ---- | --------------------------------------------------------- | ----------- | ------------- |
| 1    | Sunder Nix Ray Armstead Alonzo Babers Antonio McKay       | États-Unis  | 2 min 57 s 91 |
| 2    | Kriss Akabusi Gary Cook Todd Bennett Phil Brown           | Royaume-Uni | 2 min 59 s 13 |
| 3    | Sunday Uti Moses Ugbusien Rotimi Peters Innocent Egbunike | Nigeria     | 2 min 59 s 32 |
| 4    | Bruce Frayne Darren Clark Gary Minihan Rick Mitchell      | Australie   | 2 min 59 s 70 |
| 5    | Roberto Tozzi Ernesto Nocco Roberto Ribaud Pietro Mennea  | Italie      | 3 min 01 s 44 |
| 6    | Richard Louis David Peltier Clyde Edwards Elvis Forde     | Barbade     | 3 min 01 s 60 |
| 7    | John Govile Moses Kyeswa Peter Rwamuhanda Mike Okot       | Ouganda     | 3 min 02 s 09 |
| 8    | Michael Sokolowski Doug Hinds Bryan Saunders Tim Bethune  | Canada      | 3 min 02 s 82 |

### 4 × 400 mètres femmes
| Rang | Athlètes                                                                    | Pays                 | Performance        |
| ---- | --------------------------------------------------------------------------- | -------------------- | ------------------ |
| 1    | Lillie Leatherwood Sherri Howard Valerie Brisco-Hooks Chandra Cheeseborough | États-Unis           | 3 min 18 s 29 (RO) |
| 2    | Charmaine Crooks Jillian Richardson Molly Killingbeck Marita Payne          | Canada               | 3 min 21 s 21      |
| 3    | Heike Schulte-Mattler Ute Thimm Heidi-Elke Gaugel Gaby Bußmann              | Allemagne de l'Ouest | 3 min 22 s 98      |
| 4    | Michelle Scutt Helen Barnett Gladys Taylor Joslyn Hoyte-Smith               | Royaume-Uni          | 3 min 25 s 51      |
| 5    | Ilrey Oliver Cynthia Green Cathy Rattray Grace Jackson                      | Jamaïque             | 3 min 27 s 51      |
| 6    | Patrizia Lombardo Cosetta Compana Marisa Masullo Erica Rossi                | Italie               | 3 min 30 s 82      |
| 7    | M.D. Valsamma Vandana Rao Kurisingal Abraham Pilavullakandi Usha            | Inde                 | 3 min 32 s 49      |
| 8    | Evelyn Mathieu Madeline de Jesus Angelita Lind Marie Lande Mathieu          | Porto Rico           | DNS                |

## Courses sur route

### Marathon hommes
| Rang | Athlète          | Pays        | Performance          |
| ---- | ---------------- | ----------- | -------------------- |
| 1    | Carlos Lopes     | Portugal    | 2 h 09 min 21 s (RO) |
| 2    | John Treacy      | Irlande     | 2 h 09 min 56 s      |
| 3    | Charles Spedding | Royaume-Uni | 2 h 09 min 58 s      |
| 4    | Takeshi So       | Japon       | 2 h 10 min 55 s      |
| 5    | Rob de Castella  | Australie   | 2 h 11 min 09 s      |
| 6    | Juma Ikangaa     | Tanzanie    | 2 h 11 min 10 s      |
| 7    | Joseph Nzau      | Kenya       | 2 h 11 min 28 s      |
| 8    | Djama Robleh     | Djibouti    | 2 h 11 min 39 s      |

### Marathon femmes
| Rang | Athlète            | Pays             | Performance     |
| ---- | ------------------ | ---------------- | --------------- |
| 1    | Joan Benoit        | États-Unis       | 2 h 24 min 52 s |
| 2    | Grete Waitz        | Norvège          | 2 h 26 min 18 s |
| 3    | Rosa Mota          | Portugal         | 2 h 26 min 57 s |
| 4    | Ingrid Kristiansen | Norvège          | 2 h 27 min 34 s |
| 5    | Lorraine Moller    | Nouvelle-Zélande | 2 h 28 min 34 s |
| 6    | Priscilla Welch    | Royaume-Uni      | 2 h 28 min 54 s |
| 7    | Lisa Martin        | Australie        | 2 h 29 min 03 s |
| 8    | Sylvie Ruegger     | Canada           | 2 h 29 min 09 s |

### 20 km marche hommes
| Rang | Athlète           | Pays       | Performance     |
| ---- | ----------------- | ---------- | --------------- |
| 1    | Ernesto Canto     | Mexique    | 1 h 23 min 13 s |
| 2    | Raúl González     | Mexique    | 1 h 23 min 20 s |
| 3    | Maurizio Damilano | Italie     | 1 h 23 min 26 s |
| 4    | Guillaume Leblanc | Canada     | 1 h 24 min 29 s |
| 5    | Carlo Mattioli    | Italie     | 1 h 25 min 07 s |
| 6    | José Marín        | Espagne    | 1 h 25 min 32 s |
| 7    | Marco Evoniuk     | États-Unis | 1 h 25 min 42 s |
| 8    | Erling Andersen   | Norvège    | 1 h 25 min 54 s |

### 50 km marche hommes
| Rang | Athlète             | Pays       | Performance     |
| ---- | ------------------- | ---------- | --------------- |
| 1    | Raúl González       | Mexique    | 3 h 47 min 26 s |
| 2    | Bo Gustafsson       | Suède      | 3 h 53 min 19 s |
| 3    | Sandro Bellucci     | Italie     | 3 h 53 min 45 s |
| 4    | Reima Salonen       | Finlande   | 3 h 58 min 30 s |
| 5    | Raffaello Ducceschi | Italie     | 3 h 59 min 26 s |
| 6    | Carl Schueler       | États-Unis | 3 h 59 min 46 s |
| 7    | Jorge Llopart       | Espagne    | 4 h 03 min 09 s |
| 8    | Jose Pinto          | Portugal   | 4 h 04 min 42 s |

## Sauts

### Saut en hauteur hommes
| Rang | Athlète           | Pays                 | Performance |
| ---- | ----------------- | -------------------- | ----------- |
| 1    | Dietmar Mögenburg | Allemagne de l'Ouest | 2,35 m      |
| 2    | Patrik Sjöberg    | Suède                | 2,33 m      |
| 3    | Zhu Jianhua       | Chine                | 2,31 m      |
| 4    | Dwight Stones     | États-Unis           | 2,31 m      |
| 5    | Doug Nordquist    | États-Unis           | 2,31 m      |
| 6    | Milt Ottey        | Canada               | 2,29 m      |
| 7    | Liu Yunpeng       | Chine                | 2,29 m      |
| 8    | Cai Shu           | Chine                | 2,27 m      |

### Saut en hauteur femmes
| Rang | Athlète            | Pays                 | Performance |
| ---- | ------------------ | -------------------- | ----------- |
| 1    | Ulrike Meyfarth    | Allemagne de l'Ouest | 2,02 m      |
| 2    | Sara Simeoni       | Italie               | 2,00 m      |
| 3    | Joni Huntley       | États-Unis           | 1,97 m      |
| 4    | Maryse Ewanje-Epee | France               | 1,94 m      |
| 5    | Debbie Brill       | Canada               | 1,94 m      |
| 6    | Vanessa Browne     | Australie            | 1,94 m      |
| 7    | Dazhen Zheng       | Chine                | 1,91 m      |
| 8    | Louise Ritter      | États-Unis           | 1,91 m      |

### Saut à la perche hommes
| Rang | Athlète          | Pays       | Performance |
| ---- | ---------------- | ---------- | ----------- |
| 1    | Pierre Quinon    | France     | 5,75 m      |
| 2    | Mike Tully       | États-Unis | 5,65 m      |
| 3    | Earl Bell        | États-Unis | 5,60 m      |
| 3    | Thierry Vigneron | France     | 5,60 m      |
| 5    | Kimmo Pallonen   | Finlande   | 5,45 m      |
| 6    | Doug Lytle       | États-Unis | 5,40 m      |
| 7    | Felix Böhni      | Suisse     | 5,30 m      |
| 8    | Mauro Barella    | Italie     | 5,30 m      |

### Saut en longueur hommes
| Rang | Athlète              | Pays         | Performance |
| ---- | -------------------- | ------------ | ----------- |
| 1    | Carl Lewis           | États-Unis   | 8,54 m      |
| 2    | Gary Honey           | Australie    | 8,24 m      |
| 3    | Giovanni Evangelisti | Italie       | 8,24 m      |
| 4    | Larry Myricks        | États-Unis   | 8,16 m      |
| 5    | Liu Yuhuang          | Chine        | 7,99 m      |
| 6    | Joey Wells           | Bahamas      | 7,97 m      |
| 7    | Junichi Usui         | Japon        | 7,87 m      |
| 8    | Kim Jong-Il          | Corée du Sud | 7,81 m      |

### Saut en longueur femmes
| Rang | Athlète          | Pays        | Performance |
| ---- | ---------------- | ----------- | ----------- |
| 1    | Anisoara Stanciu | Roumanie    | 6,96 m      |
| 2    | Valy Ionescu     | Roumanie    | 6,81 m      |
| 3    | Susan Hearnshaw  | Royaume-Uni | 6,80 m      |
| 4    | Angela Thacker   | États-Unis  | 6,78 m      |
| 5    | Jackie Joyner    | États-Unis  | 6,77 m      |
| 6    | Robyn Lorraway   | Australie   | 6,67 m      |
| 7    | Glynis Nunn      | Australie   | 6,53 m      |
| 8    | Shonel Ferguson  | Bahamas     | 6,44 m      |

### Triple saut hommes
| Rang | Athlète        | Pays                 | Performance |
| ---- | -------------- | -------------------- | ----------- |
| 1    | Al Joyner      | États-Unis           | 17,26 m     |
| 2    | Mike Conley    | États-Unis           | 17,18 m     |
| 3    | Keith Connor   | Royaume-Uni          | 16,87 m     |
| 4    | Zou Zhenxian   | Chine                | 16,83 m     |
| 5    | Peter Bouschen | Allemagne de l'Ouest | 16,77 m     |
| 6    | Willie Banks   | États-Unis           | 16,75 m     |
| 7    | Ajayi Agbebaku | Nigeria              | 16,67 m     |
| 8    | Eric McCalla   | Royaume-Uni          | 16,66 m     |

## Lancers

### Lancer du poids hommes
| Rang | Athlète           | Pays       | Performance |
| ---- | ----------------- | ---------- | ----------- |
| 1    | Alessandro Andrei | Italie     | 21,26 m     |
| 2    | Michael Carter    | États-Unis | 21,09 m     |
| 3    | Dave Laut         | États-Unis | 20,97 m     |
| 4    | Augie Wolf        | États-Unis | 20,93 m     |
| 5    | Werner Günthör    | Suisse     | 20,28 m     |
| 6    | Marco Montelatici | Italie     | 19,98 m     |
| 7    | Sören Tallhem     | Suède      | 19,81 m     |
| 8    | Erik De Bruin     | Pays-Bas   | 19,65 m     |

### Lancer du poids femmes
| Rang | Athlète              | Pays                 | Performance |
| ---- | -------------------- | -------------------- | ----------- |
| 1    | Claudia Losch        | Allemagne de l'Ouest | 20,48 m     |
| 2    | Mihaela Loghin       | Roumanie             | 20,47 m     |
| 3    | Gael Martin          | Australie            | 19,19 m     |
| 4    | Judy Oakes           | Royaume-Uni          | 18,14 m     |
| 5    | Li Meisu             | Chine                | 17,96 m     |
| 6    | Venissa Head         | Royaume-Uni          | 17,90 m     |
| 7    | Carol Cady           | États-Unis           | 17,23 m     |
| 8    | Florenta Craciunescu | Roumanie             | 17,23 m     |

### Lancer du disque hommes
| Rang | Athlète         | Pays                 | Performance |
| ---- | --------------- | -------------------- | ----------- |
| 1    | Rolf Danneberg  | Allemagne de l'Ouest | 66,60 m     |
| 2    | Mac Wilkins     | États-Unis           | 66,30 m     |
| 3    | John Powell     | États-Unis           | 65,46 m     |
| 4    | Knut Hjeltnes   | Norvège              | 65,28 m     |
| 5    | Art Burns       | États-Unis           | 64,98 m     |
| 6    | Alwin Wagner    | Allemagne de l'Ouest | 64,72 m     |
| 7    | Luciano Zerbini | Italie               | 63,50 m     |
| 8    | Stefan Fernholm | Suède                | 63,22 m     |

### Lancer du disque femmes
| Rang | Athlète              | Pays                 | Performance |
| ---- | -------------------- | -------------------- | ----------- |
| 1    | Ria Stalman          | Pays-Bas             | 65,36 m     |
| 2    | Leslie Deniz         | États-Unis           | 64,86 m     |
| 3    | Florenta Craciunescu | Roumanie             | 63,64 m     |
| 4    | Ulla Lundholm        | Finlande             | 62,84 m     |
| 5    | Meg Ritchie          | Royaume-Uni          | 62,58 m     |
| 6    | Ingra Manecke        | Allemagne de l'Ouest | 58,56 m     |
| 7    | Venissa Head         | Royaume-Uni          | 58,18 m     |
| 8    | Gael Martin          | Australie            | 55,88 m     |

### Lancer du marteau hommes
| Rang | Athlète           | Pays                 | Performance |
| ---- | ----------------- | -------------------- | ----------- |
| 1    | Juha Tiainen      | Finlande             | 78,08 m     |
| 2    | Karl-Hans Riehm   | Allemagne de l'Ouest | 77,98 m     |
| 3    | Klaus Ploghaus    | Allemagne de l'Ouest | 76,68 m     |
| 4    | Gianpaolo Urlando | Italie               | 75,96 m     |
| 5    | Orlando Bianchini | Italie               | 75,94 m     |
| 6    | Bill Green        | États-Unis           | 75,60 m     |
| 7    | Harri Huhtala     | Finlande             | 75,28 m     |
| 8    | Walter Ciofani    | France               | 73,46 m     |

### Lancer du javelot hommes
| Rang | Athlète            | Pays                 | Performance |
| ---- | ------------------ | -------------------- | ----------- |
| 1    | Arto Härkönen      | Finlande             | 86,76 m     |
| 2    | David Ottley       | Royaume-Uni          | 85,75 m     |
| 3    | Kenth Eldebrink    | Suède                | 83,72 m     |
| 4    | Wolfram Gambke     | Allemagne de l'Ouest | 82,46 m     |
| 5    | Masami Yoshida     | Japon                | 81,98 m     |
| 6    | Einar Vilhjalmsson | Islande              | 81,58 m     |
| 7    | Roald Bradstock    | Royaume-Uni          | 81,22 m     |
| 8    | Laslo Babits       | Canada               | 80,68 m     |

### Lancer du javelot femmes
| Rang | Athlète          | Pays                 | Performance |
| ---- | ---------------- | -------------------- | ----------- |
| 1    | Tessa Sanderson  | Royaume-Uni          | 69,56 m     |
| 2    | Tiina Lillak     | Finlande             | 69,00 m     |
| 3    | Fatima Whitbread | Royaume-Uni          | 67,14 m     |
| 4    | Tuula Laaksalo   | Finlande             | 66,40 m     |
| 5    | Trine Solberg    | Norvège              | 64,52 m     |
| 6    | Ingrid Thyssen   | Allemagne de l'Ouest | 63,26 m     |
| 7    | Beate Peters     | Allemagne de l'Ouest | 62,34 m     |
| 8    | Karin Smith      | États-Unis           | 62,06 m     |

## Épreuves combinées

### Décathlon
| Rang | Athlète          | Pays                 | Performance |
| ---- | ---------------- | -------------------- | ----------- |
| 1    | Daley Thompson   | Royaume-Uni          | 8 797 pts   |
| 2    | Jürgen Hingsen   | Allemagne de l'Ouest | 8 673 pts   |
| 3    | Siegfried Wentz  | Allemagne de l'Ouest | 8 412 pts   |
| 4    | Guido Kratschmer | Allemagne de l'Ouest | 8 326 pts   |
| 5    | William Motti    | France               | 8 266 pts   |
| 6    | John Christ      | États-Unis           | 8 130 pts   |
| 7    | Jim Wooding      | États-Unis           | 8 091 pts   |
| 8    | Dave Steen       | Canada               | 8 047 pts   |

### Heptathlon
| Rang | Athlète        | Pays                 | Performance    |
| ---- | -------------- | -------------------- | -------------- |
| 1    | Glynis Nunn    | Australie            | 6 390 pts (RO) |
| 2    | Jackie Joyner  | États-Unis           | 6 385 pts      |
| 3    | Sabine Everts  | Allemagne de l'Ouest | 6 363 pts      |
| 4    | Cindy Greiner  | États-Unis           | 6 281 pts      |
| 5    | Judy Simpson   | Royaume-Uni          | 6 280 pts      |
| 6    | Sabine Braun   | Allemagne de l'Ouest | 6 236 pts      |
| 7    | Tineke Hidding | Pays-Bas             | 6 147 pts      |
| 8    | Kim Hagger     | États-Unis           | 6 127 pts      |